# Argyrogrammana trochilia
Espèce
Argyrogrammana trochilia est un insecte lépidoptère appartenant à la famille  des Riodinidae et au genre Argyrogrammana.

## Dénomination
Argyrogrammana trochilia a été décrit par John Obadiah Westwood en 1851 sous le nom de Baeotis trochilia
Argyrogrammana trochilia rameli (Stichle, 1930) n'est plus considéré comme une sous-espèce d' Argyrogrammana trochilia, c'est Argyrogrammana rameli car donné comme espèce par Gallard en 1995, ce qui a été confirmé par Hall et Willmott en 1996

### Noms vernaculaires
Argyrogrammana trochilia se nomme en anglais Trochilia Metalmark.

## Description
Argyrogrammana trochilia est un papillon d'une envergure d'environ 30 mm qui présente un grand dimorphisme sexuel. Chez le mâle le dessus des ailes antérieures est de couleur bleu clair métallique rayé et bordé de noir alors qu'aux postérieures les rayures sont incomplètes laissant une plage bleue de la base à la marge. Le revers est ocre rayé de marron.
Chez la femelle le dessus est beige rayé de marron avec une fine ligne submarginale bleu gris métallisée.

## Biologie

### Plante hôte
Les plantes hôtes de ses chenilles sont comme des Toomitopsis et des Garcinia.

## Écologie et distribution
Argyrogrammana trochilia est présent en Guyane, Guyana, au Surinam, en Colombie et en Bolivie.

### Biotope
Il réside dans la forêt tropicale.

### Protection
Pas de statut de protection particulier.